# Ronda da Madrugada
 (avril 2023).
Ronda da Madrugada est un groupe de folk rock portugais, originaire des Açores. Il est formé en 1998 dans la paroisse de Santo Espírito, municipalité de Vila do Porto, Santa Maria, Açores, composé uniquement d'amateurs, et dédié à la collecte et à la composition de morceaux qui enregistrent la fusion de la musique traditionnelle açoréenne avec le style folk rock.

## Biographie

### Origines
En 1998, Ernesto (Bica), qui a émigré au Canada entre 1990 et 1995, décide de continuer à se consacrer à la musique populaire et organise, avec Roberto Freitas, plusieurs soirées sociales à la Casa do Povo de Santo Espírito, créant ainsi le prototype de ce qui deviendra la Ronda da Madrugada. En plus de 20 ans d'existence, le groupe Ronda da Madrugada essaye, avec persistance, d'affiner la ligne musicale du folk rock, au Portugal, en promouvant la fusion de la tradition de la musique des Açores, avec les musiques du monde.
Le groupe Ronda da Madrugada, dont presque tous les membres sont nés et vivent sur l'île de Santa Maria, est composé d'Ernesto « Bica » Sousa (voix, accordéon), Roberto Freitas (voix, guitare acoustique), Carlos « Káki » Sousa (guitare électrique), Roberto Furtado (batterie), Pedro Machado (flûtes, mandoline) et Lénio Andrade (basse).
Grâce à sa musique et à ses concerts dans le monde entier, Ronda da Madrugada a édevient un ambassadeur de la culture açoréenne aux États-Unis et au Canada (pays où les communautés d'origine açoréenne sont très présentes), ainsi qu'au Cap-Vert, au Maroc, en Tunisie et en Espagne. Au niveau du Portugal, le groupe a fait plusieurs concerts, notamment dans les principaux festivals de musique folk/celtique, soulignant sa présence en tant que tête d'affiche du XXIIIe Festival Sete Sois Sete Luas, en 2015. Dans les Acores, le groupe a participé à de grands événements musicaux, tels que le festival Maré de Agosto (Santa Maria), la Semana do Mar (Faial), le festival Monte Verde (São Miguel), Festas da Praia (Terceira), Sanjoaninas (Terceira), entre autres. Le groupe a effectué plusieurs participations spéciales en studio et en direct de Ronda da Madrugada avec d'autres artistes comme Paula Oliveira (Hot Clube de Portugal), Janelo da Costa (Kussondulola), Paulo Tato Marinho (Gaiteiros de Lisboa) et Zeca Medeiros.

## Discographie

### Albums studio
- 1999 : Rondas (CD, Branditmusic)
- 2003 : Longa Viagem (CD, Branditmusic)
- 2011 : Hoje (CD, Branditmusic)
- 2018 : Vintena (EP, Branditmusic)

### Albums live
- 2020 : Maré

## Filmographie
- 2020 : Ronda – 20 Anos[5]

## Distinctions
- 2019 : Traditional Performance (IPMA – International Portuguese Music Awards)[6]
- 2019 : People’s Choice Award (IPMA – International Portuguese Music Awards)[6]